# Applus+ IDIADA

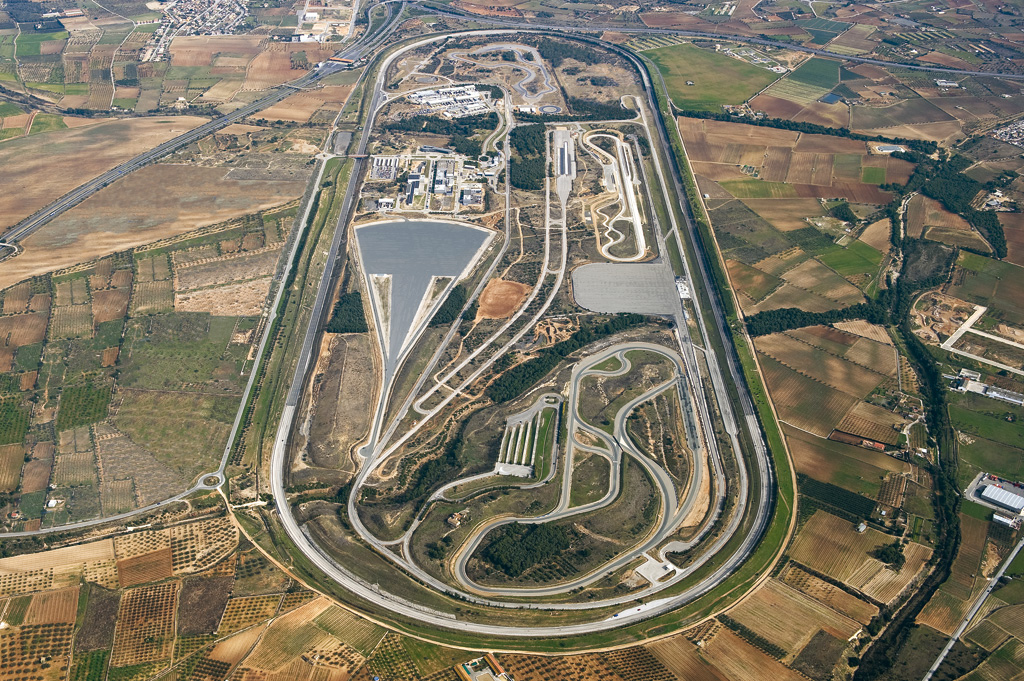
Poligon testowy

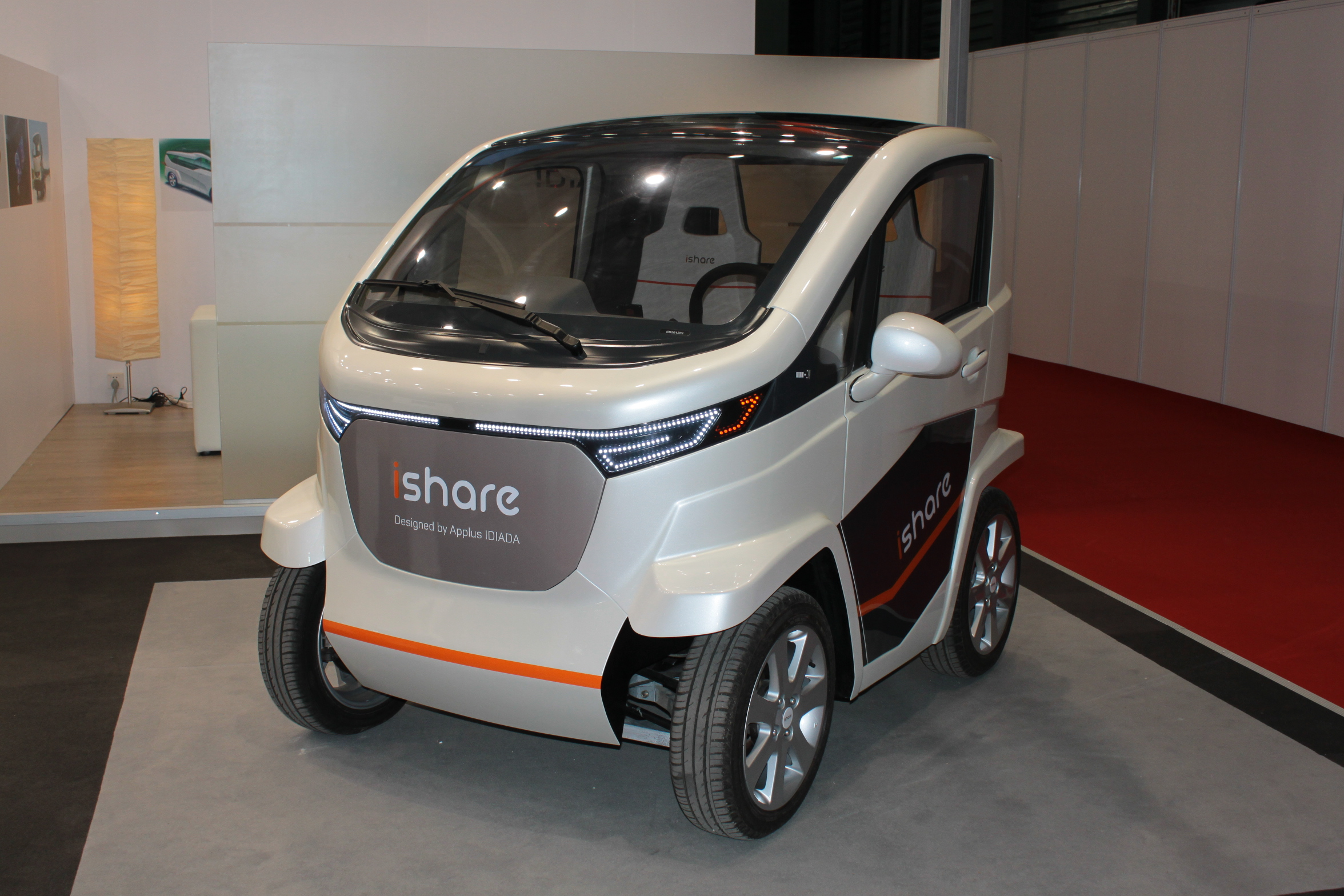
iShare (2013)

Applus+ IDIADA – hiszpańskie przedsiębiorstwo świadczące usługi inżynierskie, testowe, projektowe i homologacyjne z siedzibą w  Santa Oliva, założone w 1990 roku. Swoje usługi świadczy dla koncernów motoryzacyjnych.

## Działalność
Powstając na początku lat 90. XX wieku, Applus+ IDIADA wyspecjalizowało się w działalności nakierowanej na międzynarodowy przemysł motoryzacyjny. Hiszpańskie przedsiębiorstwo posaidające siedzibę w Santa Oliva pod katalońską Barceloną rozbudowało swoje operacje w 24 państwach, na czele z Europą, Azją oraz Ameryką Północną i Południową. Firma deklaruje zatrudnienie ok. 2500 osób, z czego 10 z nich pracuje w polskim oddziale w Poznaniu. Poza usługami inżynieryjnymi oraz homologacyjnymi, Applus+ IDIADA zbudowało także obszerny poligon testowy w dwóch lokalizacjach: Hiszpanii oraz Chinach.
Jednym z największych partnerów, z którym współpracuje Applus+ IDIADA, jest europejska agencja testów poziomu bezpieczeństwa w samochodach nowych, Euro NCAP. Hiszpańskie przedsiębiorstwo wykonuje testy i posiada uprawnienia do certyfikacji także w ramach programów w innych regionach jak amerykańskie NHTSA i azjatyckie ASEAN. Spośród producentów samochodów, firma realizuje usługi dla firm m.in. Volkswagen, Škoda, Seat, Nissan, Jaguar i Land Rover, BMW, Mercedes-Benz, Solaris czy Magna.

### Autorskie projekty
W 2013 roku Applus+ IDIADA weszło we współpracę z chorwackim przedsiębiorstwem Rimac Automobili, tworząc demonstracyjny elektryczny hipersamochód Volar-e będący bliźniaczą konstrukcją wobec seryjnego modelu Rimac Concept One. Projekt uzyskał dofinansowanie ze środków Komisji Europejskiej w ramach programu promującego rozwój elektromobilności. Finalizacja tego we wrześniu 2012, pozwoliła na opracowanie Volar-e w krótkim czasie obejmującym 4 miesiące. Równolegle, hiszpańskie przedsiębiorstwo przedstawiło jeszcze jeden autorski projekt samochodu elektrycznego w postaci studium niewielkiego mikrosamochodu iShare, będącego propozycją miejskiego samochodu dla zachodnioeuropejskich miast.

## Modele samochodów

### Historyczne
- Volar-e (2013)

### Studyjne
- iShare (2013)